# Gavriil Musicescu

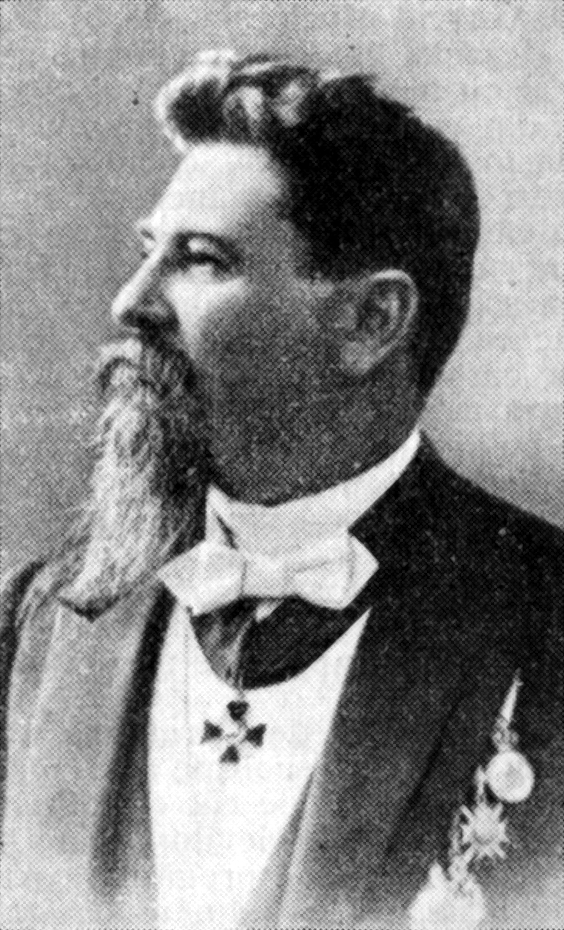
Gavriil Musicescu

Gavriil Musicescu (* 20. März 1847 in Ismajil; † 8. Dezember 1903 in Iași) war ein rumänischer Komponist.
Musicescu studierte nach dem Besuch des Theologischen Seminars in Huși von 1864 bis 1866 am Konservatorium von Iași und von 1870 bis 1872 in Sankt Petersburg. Ab 1872 unterrichtete er Harmonielehre am Konservatorium von Iași, das er ab 1901 leitete. Außerdem war er von 1899 bis 1903 Musikprofessor an der Școala normală. Zwischen 1864 und 1866 sang er im Chor des Theaters und im Städtischen Chor von Iași, den er von 1876 bis 1903 auch leitete.
Musicescu trat als Komponist geistlicher und weltlicher Chorlieder hervor, in denen er rumänische Volksmelodien verarbeitete. Er war der Vater der Pianistin und Musikpädagogin Florica Musicescu.